# Bowlus
Bowlus är en ort i Morrison County i Minnesota. Vid 2010 års folkräkning hade Bowlus 290 invånare.